# Wirat Wangchan
Wirat Wangchan (provincia de Surin, Tailandia; 25 de febrero de 1976) es un exfutbolista y entrenador de fútbol de Tailandia que jugaba en la posición de guardameta.

## Carrera

### Club
| Periodo   | Club         |
| --------- | ------------ |
| 2000–2001 | Sinthana FC  |
| 2002–2005 | Thai Port FC |
| 2017      | Ayutthaya FC |

### Selección nacional
Jugó para Tailandia en 21 ocasiones de 1997 a 2001 y participó en la Copa Asiática 2000.

### Entrenador
| Periodo   | Club              |
| --------- | ----------------- |
| 2014–2015 | Ayutthaya FC      |
| 2016      | Ayutthaya Warrior |
| 2017–2018 | Ayutthaya FC      |

## Logros

### Individual
- Orden del Direkgunabhorn.[4]